# Масакр у Трусини
Масакр у Трусини је био масовно убиство босанских Хрвата у селу Трусина, у околини Коњица, извршено 14. априла 1993. године, у току бошњачко-хрватског сукоба, током рата у Босни и Херцеговини.

## Масакр
Јединице АРБиХ потпомогнуте Бошњацима из околних села 16. априла 1993. године ушле су у село Трусина, код Коњица, и том прилико убили 22 Хрвата. Углавном су убијени цивили, међу којима је било и неколико жена. Припадници ХВО-а су се предали, јер су им породице биле заробљене и уцењене од стране војника АРБиХ. Војници ХВО-а су стрељани пред очима жена и деце који су преживели тај ратни злочин.
Укупно је страдало 18 цивила и 4 војника ХВО-а. Остали преживели, њих око 150, били су заробљени и смештени у једној кући, где су преноћили и након два дана размењени.

## Епилог
Пред Судом БиХ за злочин у Трусини правоснажно су осуђени Един Џеко на 13, Расема Хандановић на 5, Менсур Мемић на 10, Неџад Хоџић на 12 и Нихад Бојаџић на 15 година затвора. Мемић, некадашњи припадник одреда „Зулфикар”, осуђен је због учешћа у стрељања припадника ХВО-а, који су се предали, а Хоџић, такође припадник тог одреда, да је постројио стрељачки вод, издао наређење за пуцање, те учествовао у убиствима. Џевад Салчин и Сенад Хакаловић су ослобођени оптужнице.
УДИК се бавио истраживањем ратног злочина у Трусини. Године 2017. иста организација је објавила документе пресуда о том ратном злочину. Едвин Канка Ћудић је том приликом рекао, да је УДИК-ов циљ објављивања докуменада „незаборављање тог злочина… морате знати да је Трусина када су у питању злочини у Босни и Херцеговини доста занемарана, односно да нема много полемике и дискусије што се тиче тог злочина”.